# Suriola lacon
Suriola lacon är en insektsart som först beskrevs av Rauno E. Linnavuori 1973.  Suriola lacon ingår i släktet Suriola och familjen kilstritar. Inga underarter finns listade i Catalogue of Life.